# فايبريلين
فايبريلين (بالإنجليزية: Fibrillin)‏ بروتين مرمز بالجين FBN1 على الكرموسوم 15يحرض الخلاية السماة مصورات الليف على إنتاج الألياف المرنة بالنسيج الضام خارج الخلوي التي تعطي النسيج مرونة وقوة
الطفرات في هذا الجين تؤدي إلى غياب الألياف المرنة بالنسيج الضام وضعف بمرونته وقوته مما يؤدي إالى اضطراب في وظيفة الأعضاء حسب موقعه مثال عليه متلازمة مورفان.